# Colomban Cri-cri
Colomban Cri-Cri (även kallad Cricket gräshoppan) är det minsta tvåmotoriga flygplanet i världen.
Flygplanet designades i början av 1970-talet av den franska flygingenjören Michel Colomban. Originalmotorerna är motorsågsmotorer. Man kan köpa byggritningar av konstruktören till detta plan med rättigheter att bygga ett exemplar. Ett exemplar har byggts med jetmotorer ifrån modellflyg med radiostyrning.